# 伊闕の戦い
伊闕の戦い（いけつのたたかい）は、秦の将軍白起が魏・韓・周の3国連合軍を破った戦い。連合軍の総大将の公孫喜は捕虜となった。秦軍は24万人の首級を挙げ、5つの城を取った。

## 背景

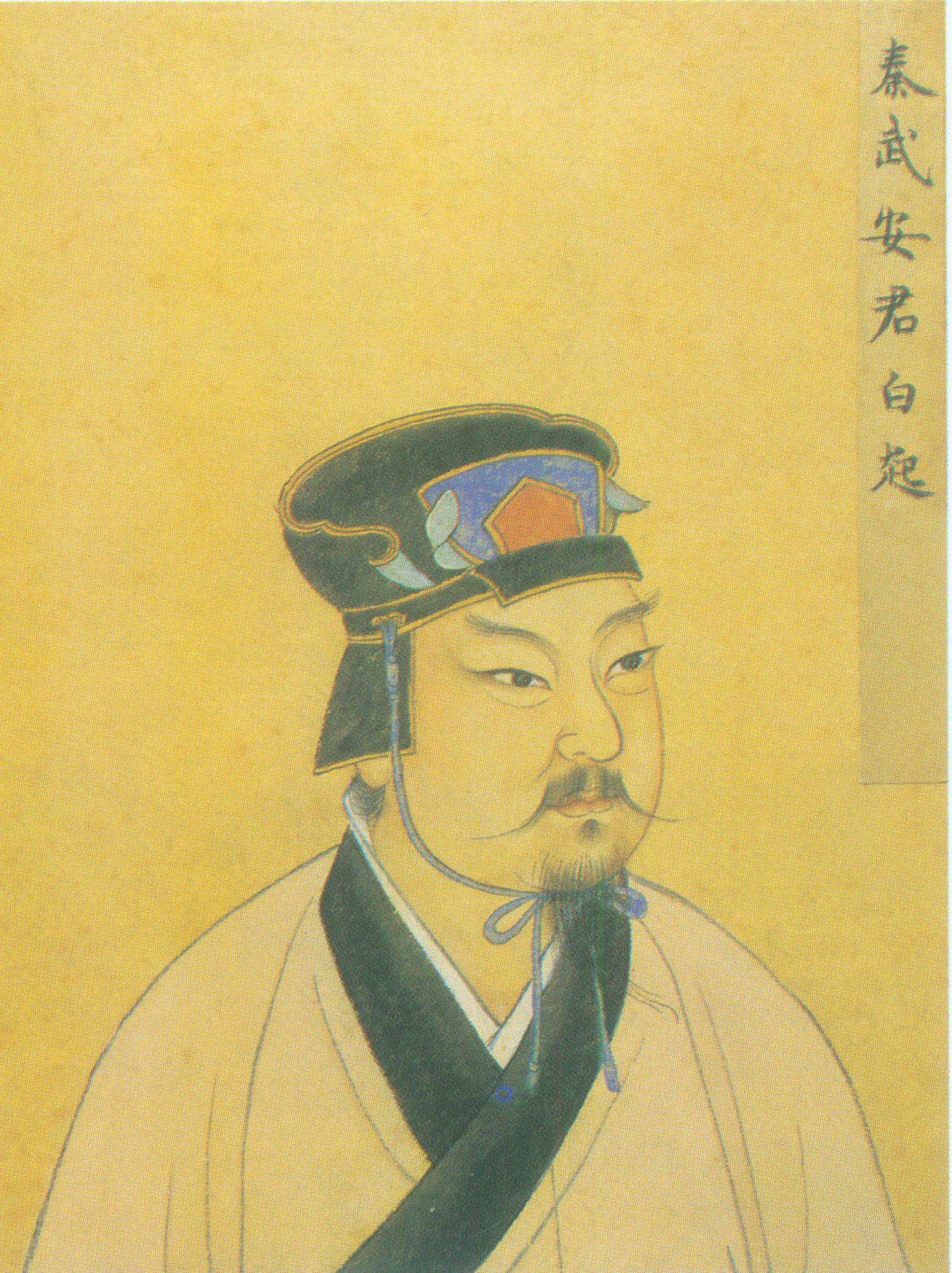
伊闕の戦いの秦軍総大将白起

紀元前296年、斉の発案した斉・韓・魏・趙・宋・中山国の合従軍が秦に侵攻した。秦は窮地を脱するために韓に武遂（現在の山西省臨汾市の南西）、魏に河外と封陵の地を割譲した。紀元前295年、趙の武霊王が餓死した。同年、秦の昭襄王は趙出身の丞相の楼緩を免官させ、魏冄を丞相とした。楚と友好関係を築き、楚から粟五万石を援助された。紀元前294年、斉は諸侯に対する外交策略を変更した。斉の湣王は祝弗の提言を聞き入れ、秦を支持しない孟嘗君を廃し、秦の五大夫の呂礼を相とした。外交調整の後、秦と斉は友好関係になった。斉は宋の攻略に、秦は合従軍による領土の割譲の屈辱を晴らすため韓と魏の戦争に専念し、領土を拡張した。同年、昭襄王は向寿を総大将として韓に出兵し、武始（現在の河北省邯鄲市武安市の南）を取り、左庶長の白起は新城（現在の河南省洛陽市伊川県の南西）を取った。

## 伊闕の戦い
紀元前293年、魏冄の推薦により白起は左更となった。同年、韓と魏は度重なる秦の侵攻に危機感を募らせ、同盟を組んだ。東周を同盟に引き込んで魏将の公孫喜が大将となって、伊闕で秦軍と対峙した。戦闘の中、秦軍の兵力は韓・魏軍の半分以下であった。連合軍は韓軍が最も弱く、魏軍が主攻を担うことを希望した。しかし、魏軍は韓軍の精鋭部隊に頼り、韓軍が先陣を切ることを希望した。秦軍の主将の白起は、韓・魏連合軍の連携が弱く、互いが先陣を切る気がなく推し合っている弱点を利用した。魏軍に対しては兵力を集中させ、猛攻を仕掛けると、たちまち魏軍は敗走し、その後韓軍も敗走した。そして秦軍は追撃し、大勝した。伊闕の戦いで秦軍は敵兵24万を斬首して、伊闕と五つの土城を得、総大将の公孫喜は捕虜となった。白起はこの功により国尉となった。同年、、白起は韓・魏の伊闕の戦いの惨敗を利用して、兵を率いて黄河を渡河して、安邑（現在の山西省運城市夏県の北西）より東側の乾河などの広い領土を占領した。

## 影響

### 秦
伊闕の戦いの大勝により、秦は韓と魏の両国を侵攻し続けた。紀元前292年、白起は大良造となり、軍を率いて魏を攻め魏城（現在の山西省運城市永済市の東）や垣邑（現在の山西省運城市垣曲県の南東）など大小62城を取った。紀元前291年、白起は韓を攻め宛（現在の河南省南陽市宛城区一帯）や葉（現在の河南省平頂山市葉県の南）を取った。紀元前290年、左更の司馬錯が魏の軹（現在の河南省済源市の南東）と韓の鄧（現在の河南省焦作市孟州市の西）を取り、白起とともに垣邑を再び攻め落とした。秦により次々と領土を奪われ魏と韓は和平を余儀なくされた。魏は河東郡の四百里、韓は武遂（現在の山西省臨汾市の南西）の地の二百里を割譲した。紀元前289年、秦は再び魏を攻めた。司馬錯は河雍（現在の河南省焦作市孟州市の西）など河内郡の大小61城を取った。白起は蒲阪（現在の山西省運城市永済市の北）と皮氏（現在の山西省運城市河津市の西）を取った。秦の攻勢に直面し、魏は恵文王と趙の相国の李兌（）に賄賂を送り、秦の侵攻に対する趙の援助を求めた。

### 西周国
伊闕の戦いの後、秦は西周国に攻撃する機会を得た。西周の公子周最が李兌に派遣した使者が「今、秦が魏を破って周を攻めようとしています。これこそ趙にとっては勢力拡大の機会です。まず、趙は秦が攻めようとしている西周を守るのが何よりです。ここにおいては、双方とも魏を攻めないことにしましょう。すると、秦は周を攻めても土地は手に入らず、しばらく経つと疲弊して、撤退するでしょう。秦はまだ魏とは講和を結んでおりません。そこで、秦は周から軍を引けば、また魏を攻めて、両国とも疲弊します。もしも、秦と魏が講和を結ぶならば、趙はその仲介役を果たし、両国間における趙の勢力は重くなりましょう。どちらになっても趙の勢力はより大きくなるはずです」と説いた。西周君は周足を使者として秦に派遣し、自身は魏の昭王に援助を求めた。しかし、昭王は上党郡の危急を理由に援助を拒んだ。西周君在回国途中路過魏国的梁囿，十分喜愛。大臣綦毋恢指出魏国的温囿不比梁囿差，並向西周君自薦説不但能得到魏国的援助，還能得到温囿。綦毋恢游説魏昭王指出魏国如不援助西周，那西周将投靠秦国，如此両国合兵進囲南陽（太行山以南），将切断韓・魏両国通往上党郡的要道。如魏王答応派3万人幇助西周駐守辺境，並将温囿以毎年120金的価格租給西周君，那西周便不会投靠秦国。如此既可保証上党郡的安全，也可通過租借温囿多獲得40金的租金。魏昭王采納綦毋恢的建議，派芒卯献出温囿，又答応派兵幇助西周駐守辺境。西周国は外交活動により、秦は西周国の攻略に失敗した。

### 魏
秦は伊闕の戦いの後、伊闕に駐留した。昭王は公孫衍を使者として和平した。有人建議魏昭王加封竇屡為関内侯，譲竇屡出使趙国割譲少量土地賄賂趙国的奉陽君李兌，譲李兌従中調停引起秦国内部争執，如此魏国也可少割土地。西周大臣綦毋恢也勧説公孫衍不要多割地給秦国，因如両国議和成功，魏国就会得到秦国的支持；如両国議和失敗就会重新開戦，多割地属毫無意義之挙。

### 韓と東周国
紀元前290年、韓の成陽君と東周君が秦に来朝し、和を求めた。しかし、秦は韓に侵攻していたため成陽君は韓に帰国できず、斉に亡命した。